# 민병도 (1916년)
민병도(閔丙燾, 1916년 1월 9일 ~ 2006년 3월 5일)는 친일경력이 있던 집안의 후광을 받아 일제강점기와 대한민국의 은행가이다. 호는 수재(守齋)이다.

## 생애
경성부에서 일제 강점기의 반민족행위자인 민영휘의 손자로 태어났다. 아버지 민대식은 민영휘의 소실 소생 중 맏아들이다.
경성고등보통학교와 일본의 게이오의숙을 나온 그는 조선은행에 입사하여 근무했다. 민대식이 창설한 동일은행 취체역(取締役; 예전 주식회사의 이사(理事)를 일컫는 말)을 지냈으며, 조선총독부 기관지 매일신보가 1938년에 주식회사로 전환할 때 발기인을 맡는 등 젊은 나이에도 조선 실업계에서 중요한 역할을 담당했다. 일제 강점기 말기에는 조부인 민영휘가 민병도의 명의로 고액의 국방헌금과 비행기대금을 헌납하여 태평양 전쟁에 협조한 행적도 있다.

### 문화예술 지원활동
한평생 다방면에 걸쳐 활발한 문화예술 지원활동을 펼친 민병도는 광복 후 거의 혼란에 가까울 만큼 활기찼던 해방공간에서 청년 지식인들이 마땅히 나아가야 할 길을 고민, 1945년 을유년에 위당 정인보, 육당 최남선, 몽양 여운형, 민세 안재홍, 손기정 등과 함께 우리나라 최초의 출판사인 ‘을유문화사’를 창립하였다. 한글과 한국인으로서의 정체성을 확립하며 정의에 대한 개념과 가치판단의 기준을 세우기 위해 “민족문화의 선양과 선진 세계문화의 섭취”를 사시(社是)로 하여 본격적인 문화활동을 시작한 민병도는 동시에 ‘조선아동문화협회(약칭 아협(兒協))’도 함께 창설하여 도서출판과 문화진흥사업을 추진해 나갔다. 을유문화사 설립 시에 위당 정인보의 권고도 한몫을 하였는데, 이를 보면 당시 민병도의 생각을 가늠할 수 있다.
“내 말 듣고 출판업을 시작해라. 35년 동안 일제에 빼앗겼던 우리 대한의 문화유산, 언어, 문자, 이름까지 되찾으려면 35년이 다시 걸리는 거야. 오늘날에는 우리 문화유산을 되찾는 일, 그런 걸 하는 게 진짜 애국자다. 그리고 그런 일을 하려면 무엇보다 출판업을 해야 해.”
민병도는 일제 치하에서 한글을 익히지 못한 어린이들을 위한 글씨 책인 <가정 글씨체 첩>(몽양 여운형의 조카 여경구와 결혼해 해방기에 건국부녀동맹위원장을 했던 이각경의 한글 습자책)과 <어린이 글씨체 첩>을 처녀 출판작으로 삼고, 곧이어 어린이 그림책인 <그림 동산 제1집 어린이 한글책>, 최초의 어린이 주간지 <주간 소학생>, 최초의 어린이 문학지인 <새싹문학> 등을 펴내며 어린이 문화보급에 특히 힘 기울였다. 아울러 조선아동문화협회 병설 직매점 문장각(文章閣) 개점, 박물관총서 간행(1948년), 학술지 월간학풍(學風) 창간, 국제연합(UN)출판부 한국총대리점 업무 개시(1955년), 조선말큰사전 완간(1957년), 플루타크영웅전 간행 등 미군정청 시기로부터 나라의 기틀을 삼는 다양한 노력을 기울였다.
해방 직후 만주에서 활약하던 지휘자 임원식이 독립된 대한민국에서 음악활동을 펼치기 위해 귀국하자, 뜻있는 문화예술계 인사들과 재계 인사들의 뜻을 모아 1945년 국내 최초의 교향악단인 <고려교향악단>을 현제명, 계정식, 임원식 등과 창설하였다. 고려교향악단은 창단 기념연주회로 수도극장에서 계정식의 지휘 하에 베토벤 교향곡 5번 “운명”을 초연하였으며, 현재 서울시립교향악단으로 그 맥이 계승되고 있다. 후에 절친한 사이였던 임원식은 예원학교와 서울예술고등학교를 설립하였는데, 이에는 민병도의 지속적인 후원이 있었다.

### 한국은행 총재
한국은행 총재 취임 후에는 증권파동 및 국가재건최고회의 주도의 갑작스러운 2차 통화개혁 조치에 대한 뒤치다꺼리로 금융산업을 수습하였다. 이후 정부의 무리한 어업차관 도입 압력과 재무부의 은행감독원 장악시도에 대해여 반발하여 사직하였다. 이에 대해 “중앙은행 독립정신의 표본”이라는 금융계의 평가가 있다.

### 남이섬 나무심기
한국은행 제7대 총재 퇴임 후에는 민병도가 이전에 역임했었던 제일은행장 등 금융기관 임원 재직 시 모아 놓은 급여와 퇴직금 등으로 1965년 남이섬을 양수하였다. 민병도가 첫 인연을 맺었을 당시의 남이섬은 오늘날과 같은 아름다운 모습과는 달리 아무도 거들떠보지 않던 시골의 황무지였고, 그마저도 비만 오면 반쯤 물에 잠기곤 하는 버려진 싸구려 땅이었다. 당시 강남 개발이 논의되던 시기 주변의 많은 사람들이 강남 땅 투자를 권유하였으나 이를 뿌리치고 “푸른 동산 맑은 강은 우리의 재산, 성심껏 다듬어서 후손에게 물려주자”라는 캐치프레이즈를 세워 남이섬에 수천 그루 나무를 심기 시작하였다.
문화공보부 행정공보위원(1969년), 신민당 문예행정특보위원(1970년) 직을 각각 잠시 지낸 그는 신민당 탈당하고 나서 그 시절 아직도 변변한 관광휴양지가 없었던 시대, 주한 외국공관의 외교관들이 휴가철 일본 등으로 출국하여 돈을 쓰고 오는 것을 방지하여 외화의 국외유출을 방지하였고, 그에 앞서서 건전한 국민관광지를 육성해 달라는 당시 대한민국 정부의 권유에 따라 1966년 12월 23일, 남이섬을 주식회사 형태로 전환하였다. 이후 면세점 사업 등에서 일군 재원을 모두 남이섬 나무심기와 문화예술 지원에 수십 년간 쏟았다.
동 시기인 1962년 천리포에 부지를 매입해 1970년부터 수목원을 가꾸기 시작한 천리포수목원 설립자 민병갈(Carl Ferris Miller) 선생과는 평생에 둘도 없는 의형제로서 앞서거니 뒤서거니 각자의 터전에서 나무 심기에 힘썼다. 민병도는 천리포수목원이 1979년 재단으로 정식 인가될 때부터 18년간 이사로 재직하며 나무를 가꾸었는데, 이는 당시 헐벗은 민둥산만 있었던 대한민국에 50년 후의 후손들에게는 푸르고 울창해 질 나무나라를 물려주기 위함이었다.
1978년에는 미술관에 대한 지원을 목적으로 한 최초의 시민단체인 <현대미술관회>를 김수근, 설원식과 함께 창립, 초대회장을 역임하며 민간 문화예술기반 확대에 힘썼다. 전국 미술애호가들 간의 네트워크화를 통해 국립현대미술관의 운영을 돕고, 문화예술적 삶을 즐기려는 시민 및 미술관 간의 밀착을 도모함으로써, 경제개발시대에 민간 분야 문화예술 흐름의 빈틈을 채워 주었다.
이후 그랜드 하얏트 서울 호텔 회장과 학교법인 휘문의숙 이사장을 역임한 민병도는, 2006년 타계할 때까지 남이섬의 큰 어른으로서 항상 어린이들과 함께 나무를 손수 심고 가꾸었는데, 이처럼 어린이들이 장차 누릴 문화적 씨앗을 음악, 미술, 문학, 교육, 수목원예 분야에서 평생 뿌리고 가꾸어 온 공로를 인정받아 1975년 국민훈장모란장을 수훈하였다.
2008년 발표된 민족문제연구소의 친일인명사전 수록예정자 명단 중 경제 부문에 백부인 민대식과 함께 선정되었지만 백부 민대식은 친일인명사전에 수록된 반면 부친 민천식과 민병도 본인은 수록에서 제외되었다.

## 가족 관계
- 증조부 : 민두호(閔斗鎬)
  - 할아버지 : 민영휘(閔泳徽)
  - 할머니 : 안유풍(安遺豊) - 풍문여자고등학교 설립자
    - 아버지(양부) : 민천식(閔天植) /
      - 부인 : ?
        - 아들 : 민웅기(閔雄基)
        - 딸 : 민 지

      - 법적 백부(생부) : 민대식(閔大植) - 동일은행 두취
      - 사촌형님 : 민병수(閔丙壽)
        - 오촌조카 : 민덕기(閔德基)

      - 숙부 : 민규식(閔圭植) - 조선총독부 중추원 참의

## 같이 보기
- 남이섬
- 민대식

## 참고 자료
- 민병도(閔丙燾) - 국사편찬위원회
- 박미숙 (2006년 3월 21일). ““군사정권에 저항한 한은 총재” - 5일 타계한 故 민병도 전 한국은행 총재”. 《이코노미스트》 (제829호).

| 전임 김영휘 | 제6대 한국은행 부총재 1960년 5월 19일 ~ 1961년 7월 6일 | 후임 이정환 |

| 전임 유창순 | 제7대 한국은행 총재 1962년 5월 26일 ~ 1963년 6월 3일 | 후임 이정환 |